# Вишивка хрестом
Це стаття про техніку вишивання хрестом, або лічильним хрестом. Про різні види хрестиків у рукоділлі див.статтю Хрестик (у вишивці).

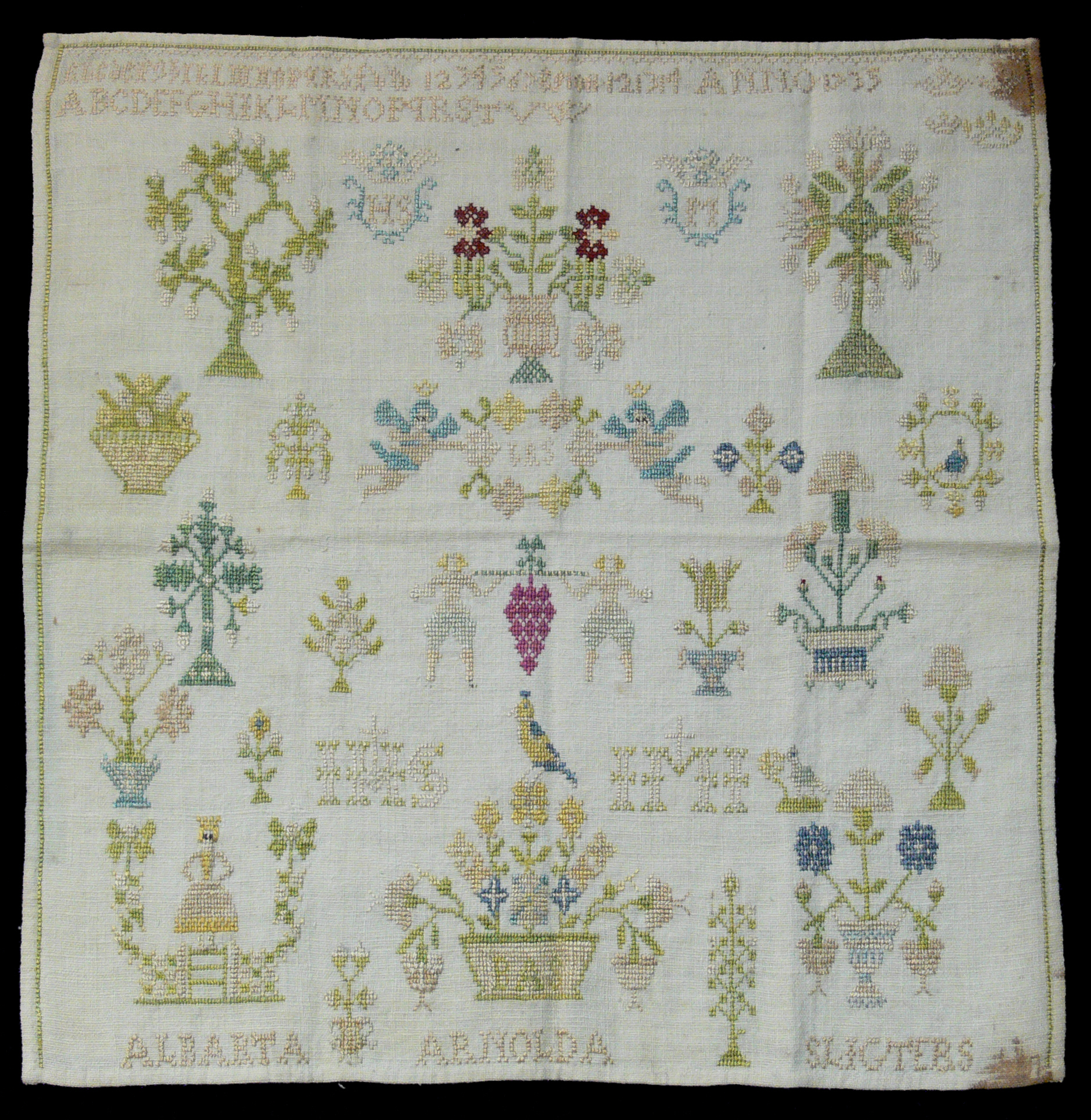
Вишивка хрестиком, зразок, Німеччина

Вишивка хрестом – популярний вид вишивання лічильними швами, при якому X-подібні шви, утворюючи растровий візерунок, утворюють картину. Вишивають хрестиком зазвичай по канві – тканині рівномірного переплетіння, на якій легко лічити нитки. Вишиваючи, майстер рахує нитки у кожному напрямку для того, щоб кожен шов був однакового розміру та з нахилом у той самий бік. Такий спосіб називають також вишивання лічильним хрестом, що відрізняє його від інших способів вишивки хрестом. Вишивають хрестиком і по нанесеному на тканину візерунку (друкований хрест); у такій техніці майстер просто вишиває поверх друкованого малюнку.
Для вишивання хрестом використовують канву, лляну та змішану тканини, які називають тканинами «рівномірного переплетіння». Технічно будь-яка тканина для вишивання хрестиком є «рівномірного переплетіння»: тобто в одному дюймі вміщається однакова кількість ниток – зліва направо і згори донизу (горизонтально і вертикально). Тканини для вишивання хрестиком розрізняють за розміром: кількістю ниток (або хрестиків) на дюйм – від 11 до 40. Канва має менший розмір, оскільки в ній переплетення утворюється подвійною ниткою, що полегшує вишивання. Вишивають узори хрестиком на тканині будь-якого розміру, використовуючи схему, розграфлену на квадратики. Від розміру тканини залежить розмір готового виробу.

## Історія

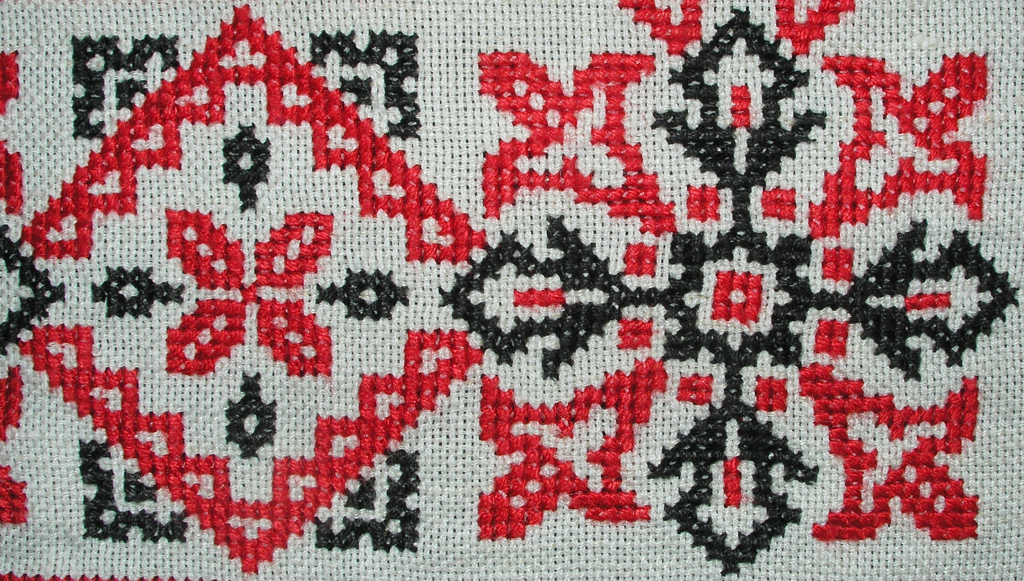
Елемент квітчастого бордюру, вишитого хрестиком на бавовняній тканині. Серветка, Угорщина, середина XX-го ст.

Вишивка хрестом – найдавніший вид вишивки, популярний у всьому світі. В багатьох музеях народного мистецтва, зокрема в країнах континентальної Європи, Азії, Східної та Центральної Європи, можна побачити колекції одягу, оздобленого вишивкою хрестиком.
Зразки вишивки хрестиком створювали зазвичай молоді дівчата, які в процесі навчання вишивали літери абетки та інші візерунки. В подальшому ці візерунки слугували зразками протягом багатьох років. Найчастіше елементи орнаменту та ініціали вишивали на різних речах, що використовувались у побуті, для ідентифікації власника або просто для прикрашання одноколірного одягу. В США найдавніший зразок вишивки хрестиком зберігається в музеї Пілігрим Хол у Плімуті, штат Масачусетс. Цей зразок був створений приблизно у 1653 р. Лорою Стендіш, дочкою капітана Майлза Стендіша, яка першою використала левіятанський шов у вишивці.
Традиційно вишивкою хрестиком оздоблювали домоткану лляну тканину, скатертини, кухонні рушники та серветки (як правило, вишивали лише невелику ділянку – наприклад, бордюр). Хоча багато вишивальниць все ще працюють в цій манері, сьогодні все популярнішим стає вишивання візерунків на тканині, які потім використовують для оздоблення приміщень. Вишивку хрестиком часто використовують як елемент декору у виготовленні вітальних листівок, чохлів для подушок, підставок для склянок та блюд, шкатулок.
Кольорові візерунки гладдю та вишиті картини, відомі нам сьогодні, беруть свій початок від зразків берлінської вишивки вовняним гарусом середини XIX ст. Окрім спеціально розроблених схем для вишивки хрестиком, є комп’ютерні програми, що конвертують фотографії або сфотографовані копії картин у такі схеми. Чудовим прикладом є репродукція  Сикстинської капели, схему до якої розробила та яку вишила хрестиком Йоанна Лопіяновскі-Робертс.
У США та Європі є багато "спілок" з вишивки хрестиком, які проводять заняття з вишивки, організовують співпрацю для роботи над великими проектами і вишивання для благодійних цілей та іншими способами сприяють ближчому знайомству місцевих майстрів з вишивки. У приватних магазинчиках з рукоділля часто проводяться вишивальні ночі або ретрити по вихідних днях.

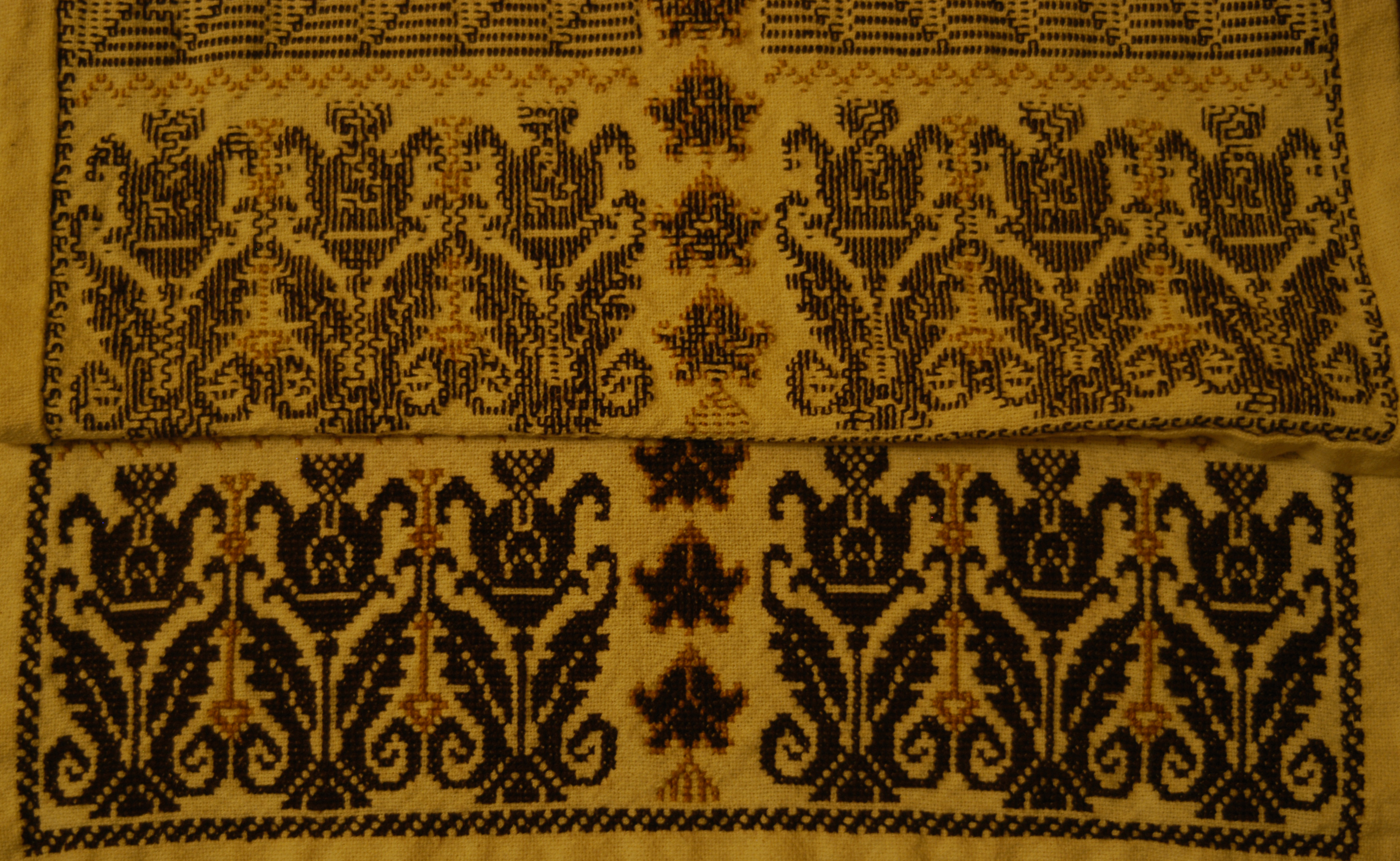
Вишивка хрестом з Суріфа. Верхня половина рисунку – зворотній бік вишивки.

У наш час найпопулярнішими нитками для вишивання є бавовняні нитки муліне. Ця пряжа виготовляється з мерсеризованої бавовни; пасмо складається з шести ниток, що легко роз’єднуються. Є багато виробників муліне, але два найвідоміші (і найстаріші) бренди – DMC і Anchor  [Архівовано 28 липня 2012 у Wayback Machine.], які займаються виготовленням вишивальних ниток з 1800х рр..
Також використовують перлисті бавовняні нитки (pearl cotton), данські «квітчані» нитки, шовк та віскозу. Вовняні, металізовані та інші «фантазійні» нитки використовують частіше для вишивання окремих елементів та прикрашання, й рідше – для вишивання усього виробу. Нитки ручного фарбування виготовляють саме так, як говорить за себе назва, – їх фарбують вручну. Завдяки цьому нитка має багато відтінків кольору. Деякі переходи відтінків можуть бути непомітними, а можуть бути і досить контрастними. Інколи нитку фарбують більше ніж одним кольором, що на відповідному виробі виглядає напрочуд гарно.
Вишивка хрестиком широко використовується у виготовленні національного палестинського одягу.

## Інші подібні шви та види вишивки

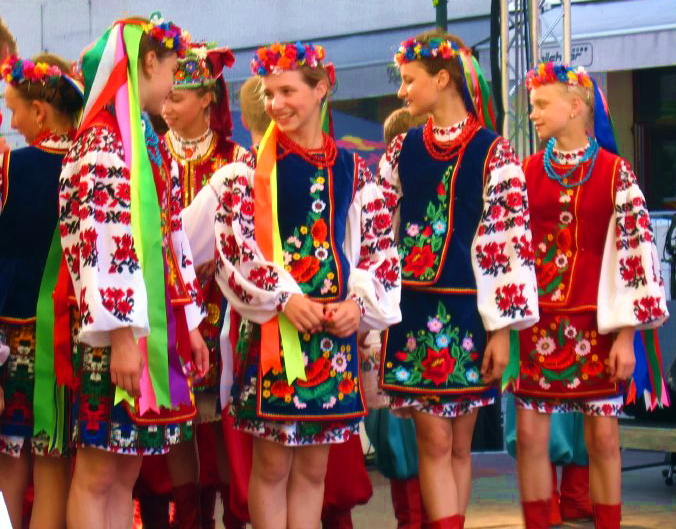
Українки в національних вишитих костюмах

У вишивці хрестиком часто використовують й інші види швів, такі як шви ¼, ½, ¾ та шов «позадголку».
Шов хрестиком часто комбінують з іншими швами; він також може бути різноманітних форм. Інколи шов хрестиком використовують у вишивці гладдю (crewel embroidery), особливо в сучасних її різновидах, а також у вишивці по канві (needlepoint).
Особливий історичний вид вишивки хрестиком –  вишивка ассізі.
Раніше використовували й інші, подібні до хрестиків, шви. Найвідоміші з них – італійський, кельтський, ірландський, несиметричний, український та слов’янський чорногорський хрестики. Італійський та слов’янський хрестики – двосторонні, тобто готова робота виглядає однаково з обох боків. Ці види швів виглядають дещо інакше, ніж звичайний хрестик. Вони складніші і нечасто використовуються в основній вишивці, а лише для надання оригінальності або відтворення історичних вишитих виробів, що й роблять деякі креативні майстри.
Подвійний хрестик, також відомий як хрест Левіятана, – це поєднання звичайного хрестика з вертикальним.
Берлінська вишивка вовняним гарусом і подібна до неї гобеленова вишивка (петіт-поінт) – це розкішний стиль, при якому по тканині вишивають щільними швами. Для цих видів вишивки інколи також використовують розкреслені на папері схеми.
Вишивання хрестиком часто поєднують з іншими видами вишивки, такими як біла вишивка "Хардангер", чорна вишивка (блекворк), вишивка по канві або вишивка мережок. Крім того, вишивання можна поєднати з бісероплетінням з додаванням різних прикрас, таких як пайєтки, підвіски, маленькі ґудзики та «фантазійні» нитки.

## Останні тренди у Великій Британії
Протягом останніх років вишивання хрестиком набуло великої популярності серед молодшого покоління Великої Британії. Під час світової фінансово-економічної кризи поновився інтерес до виробів, виготовлених вручну. Наприклад, у торговельній мережі "Джон Льюїс" рівень продажу галантерейних товарів зріс на 17% з 2009 по 2010 рік. У мережі магазинів "Hobbycraft", що торгує виготовленими вручну виробами, також протягом останнього року зросли продажі на 11%. Чималу користь мережі приніс поширений під час кризи менталітет «задовольняйся тим, що є, і ремонтуй», який спонукав людей виготовляти листівки та подарунки власноруч.
В'язання та вишивання хрестиком набули більшої популярності серед молоді, хоча традиційно вважалися улюбленими заняттями пенсіонерок. Групи з шиття та рукоділля, такі як Stitch and Bitch London ("Плетемо і теревенимо") відродили ідею традиційного ремісничого клубу. На виставці модного одягу та аксесуарів Clothes Show Live у 2010 році було відведено спеціальну зону "Sknitch" з метою просування сучасного шиття, плетіння та вишивки.
На відміну від традиційного дизайну у вишивці хрестиком, набув розвитку сучасний тренд постмодерністського або глузливо-іронічного спрямування, коли за основу дизайну беруться ретро-зображення або сучасні афоризми. Цей тренд також пов’язують із поняттям «бунтівної вишивки хрестиком» (subversive cross stitch), при якій використовують сумнівні малюнки і часто поєднують традиційний візерунок із афоризмом, покликаним шокувати, або який є непристойним і несумісним із старомодним уявленням про вишивку хрестиком.
Вишивати на іншій тканині можна за допомогою водорозчинної канви, яка скріплена за допомогою клею. Після закінчення вишивання таку канву розчиняють у воді.

## Математичне моделювання в вишивці хрестом

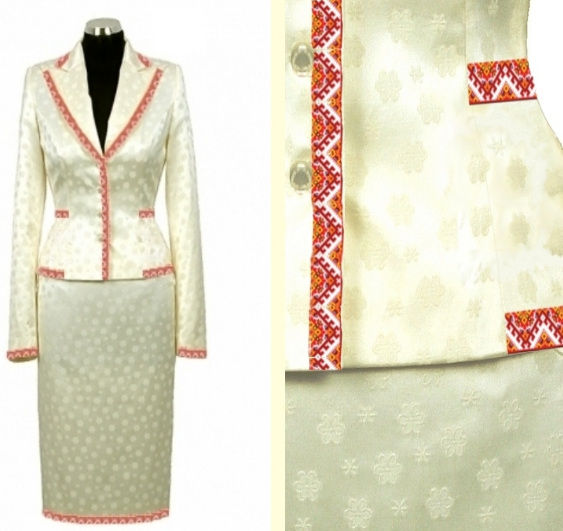

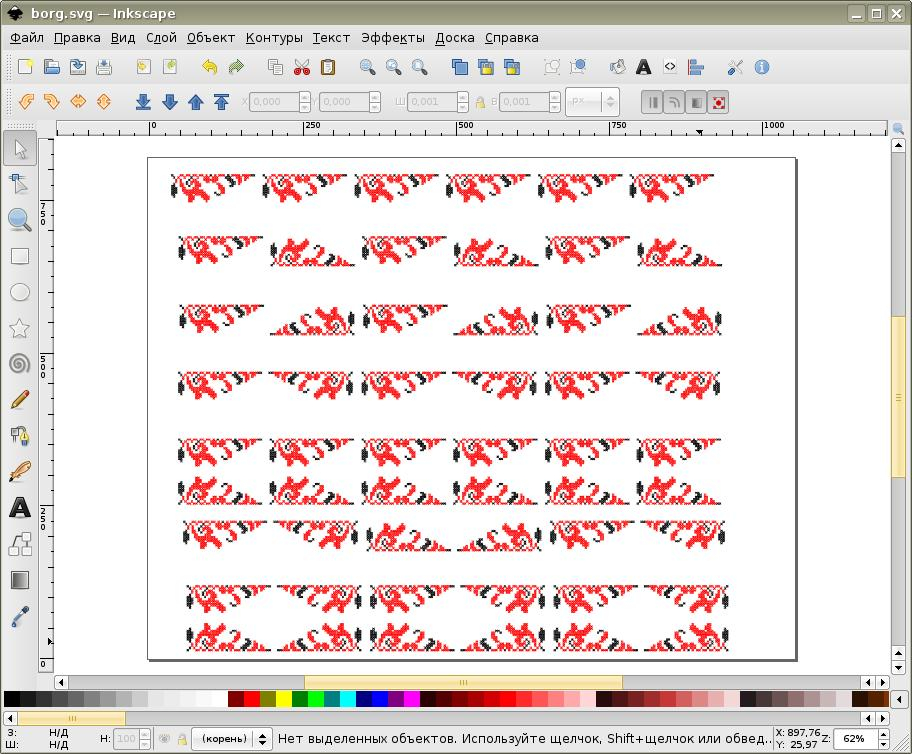
Екранна форма програми Inkscape (бордюри, створені методами симетрії)

Симетрія є одним із найяскравіших композиційних засобів, з допомогою якого створюють елементи вишивки (орнаменти). Вивчення орнаментів вишивки не обмежується знаннями про їх види, колірне вирішення чи інші характеристики зовнішнього виду. Важливою складовою є спосіб утворення композицій орнаментів і їх розміщення на площині.Для створення бордюрів - лінійних орнаментів використовують такі перетворення: паралельний перенос; дзеркальна симетрія з вертикальною віссю; дзеркальна симетрія з горизонтальною віссю; обертова (центральна симетрія). Найпоширенішими в вишивці хрестом смуги орнаментів вишивок- бордюри . Всього існує 7 типів симетрій бордюрів. Створення бордюрів (орнаментальних смуг) виконано за допомогою програми Inkscape. Бордюри (отримані з урахуванням українських національних традицій) можна використовувати для оздоблення сучасних жіночих костюмів . Хоча розрізняють 17 груп симетрії решіткових орнаментів, визначено, що в українському народному одязі використовували лише 12 груп .
|  |  |
|  |  |

## Сучасний спосіб машинного вишивання подвійними хрестоподібними елементами
Для підвищення якості вишивання запропоновано новий спосіб заповнення орнаментів вишивки подвійними хрестоподібними елементами (ПХЕ), які дозволяють вишивати орнаменти будь-якої форми без утворення стібків переходу. Оскільки, перехід і закріплення здійснюють за рахунок стібків, що входять до складу ПХЕ . На рисунках представлено схеми розташованих по діагоналі хрестів, утворених стібками різної довжини і утворених ПХЕ та їх фотографічне зображення.
| Схеми розташованих по діагоналі хрестів та їх фотографічне зображення (утворені човниковими стібками різної довжини). | Схеми розташованих по діагоналі хрестів та їх фотографічне зображення (утворені подвійними хрестоподібними елементами, човникові стібки однакової довжини). |  |
| --- | --- |  |